# Бочкарёв, Василий Иванович (Герой Социалистического Труда)
Васи́лий Ива́нович Бочкарёв (12 апреля 1906 года, Баку, Российская империя — 28 ноября 1982) — бригадир слесарей Советско-Гаванского судоремонтного завода Дальневосточного государственного морского пароходства Министерства морского флота СССР. Герой Социалистического Труда (1960).

## Биография
Родился 12 апреля 1906 года в городе Баку Российской империи (ныне — Азербайджан) в рабочей семье.
После окончания средней школы в 1922 году в течение 4 лет работал в школе фабрично-заводского ученичества (ФЗУ) «Красная кузница» в Баку. В 1926—1932 годах работал слесарем на Судоремонтном заводе имени Парижской коммуны (ныне — Судоремонтный завод «Память Парижской Коммуны» в одноимённом посёлке Нижегородской области. В 1932 году переехал в Иркутск, где некоторое время работал на предприятии «Байкалстрой», после чего вернулся на СРЗ в Баку. В 1940 году вступил в ВКП(б).
Во время Великой Отечественной войны вновь вернулся на Судоремонтный завод имени Парижской коммуны: работал мастером, а после войны — слесарем-судоремонтником.
В 1952 году был направлен в город Советская Гавань Хабаровского края на реконструируемый СРЗ Дальневосточного государственного морского пароходства, где возглавил бригаду слесарей. В качестве бригадира умел чётко организовать работу коллектива, благодаря чему объекты сдавались досрочно и с отличным качеством работ. Неоднократно вносил рацпредложения, направленные на облегчение условий труда рабочих. Так во время ремонта главной машины одного из судов было установлена, что её механизмы требуют постоянной смазки, которая производилась вручную. Бригада В. И. Бочкарёва стала инициатором создания на этом судне закрытой картерной машины, благодаря чему труд машинистов был механизирован. Также В. И. Бочкарёв добился внедрения в производство высокочастотных дрелей.
Указом Президиума Верховного Совета СССР от 3 августа 1960 года за выдающиеся успехи, достигнутые в деле развития морского транспорта, Бочкарёву Василию Ивановичу было присвоено звание Героя Социалистического Труда с вручением ордена Ленина и золотой медали «Серп и Молот».
С февраля 1970 года — на пенсии. Жил в Астрахани.
Избирался членом Хабаровского крайкома и Пленума Советско-Гаванского горкома КПСС, депутатом Советско-Гаванского городского Совета.

## Награды
- Герой Социалистического Труда (3.08.1960)
- орден Ленина (3.08.1960)
- медали СССР